# 梅尔齐希-瓦登县
梅尔齐希-瓦登县（德語：Landkreis Merzig-Wadern）是德国萨尔兰州面积最大的一个县，首府梅尔齐希。

## 地理
梅尔齐希-瓦登县北面与特里尔-萨尔堡县（莱茵兰-普法尔茨州），东面与圣文德尔县，南面与萨尔路易县相邻，西面以摩泽尔河作为德国与法国和卢森堡的天然国界。